# Burg Hartenštejn
Die Burgruine Hartenštejn (deutsch ursprünglich Neuhartenstein, später Hartenstein) war eine spätgotische Burg aus dem 15. Jahrhundert, südwestlich der Stadt Buchau im Bezirk Karlsbad, Tschechien.

## Geschichte
Nach Erstürmung und Verwüstung der Stadt Buchau und der Burg Hungerberg im Jahr 1469 durch Truppen des böhmischen Königs Georg von Podiebrad wurde festgestellt, dass die Burg Hungerberg nicht mehr wiederaufbaufähig war. Heinrich II. von Plauen brauchte für seine Herrschaft deshalb ein neues Zentrum. So entstand in relativ kurzer Bauzeit, wahrscheinlich ab 1471, nach dem Tod König Georgs eine neue Burg, die Burg Neuhartenstein. Ab 1473 war sie bewohnt.
Ihren Namen erhielt sie in Erinnerung an die Grafschaft Hartenstein an der Zwickauer Mulde, die den Herren von Plauen am 21. Juli 1426 von König Sigismund als Lehen übergeben worden war. Der Grafschaft hatten sich aber nach dem Tod des letzten, kinderlos gebliebenen Meinheringers in der Schlacht gegen die Hussiten am 16. Juni 1426 bei Aussig die Schönburger bemächtigt.
Heinrich II. nannte sich fortan Herr zu Neuhartenstein.
Sein Sohn Heinrich III. von Plauen, in erster Ehe ohne männliche Erben geblieben, heiratete in zweiter Ehe Barbara Fürstin von Anhalt-Köthen. Wahrscheinlich auf Neuhartenstein gebar sie im Sommer 1510 einen Sohn, den späteren Heinrich IV. von Plauen. In seinem Testament vom 27. Februar 1515 hatte Heinrich III. bestimmt, wie die Vormundschaft und die Erbteilung nach seinem Tod für seine noch minderjährigen Kinder geregelt sein sollte, ebenso für den Fall der Wiedervermählung seiner noch jungen Witwe. Aus der Herrschaft Theusing gliederte er Prohor als Witwensitz aus. Diesen sollte Barbara auch im Fall einer Wiedervermählung mitnehmen dürfen, alles andere verblieb den Kindern, besonders Neuhartenstein als Sitz für seinen ältesten Sohn Heinrich IV. 1519 starb Heinrich III. auf Neuhartenstein.
1521 verehelichte sich die verwitwete Burggräfin Barbara mit Johann dem Jüngeren von Kolovrat zu Maschau (Jan Mlad. Maštóvský z Kolowrat) und folgte ihrem Gemahl nach Maschau auf Gut Schönhof. Danach soll Johann von Kolowrat Neuhartenstein gekauft haben. Jedoch verbrachte Heinrich IV. von Plauen hier seine Jugend, wie Briefe an seine Mutter zeigen. Außerdem hatte Anselm von Steinsdorf, ein Lehnsmann der Plauener im Hochsommer 1523 Heinrich den Unechten, einen unehelichen Sohn Heinrich III., gefangen genommen und zur Verwahrung auf Burg Neuhartenstein gebracht. Erst am 26. September 1523 kam er wieder frei. Als sich Barbara am 10. Juni 1528 von Johann Kolovrat trennte, nannte sie sich wieder Burggräfin von Meißen. Das führte vermutlich zu der Annahme, dass Kolovrat zu dieser Zeit Neuhartenstein verkaufte. Die Burggräfin ging zuerst nach Theusing, ab Ende August 1529 hielt sie sich wieder in Prohor auf. Heinrich bat seine Mutter mehrmals brieflich zu ihm nach Neuhartenstein zu kommen, sie schlug aber alle Einladungen aus.
Anfang August 1532 zog Heinrich IV. mit seiner jungen Gemahlin Margarethe von Salm und Neuburg auf die Engelsburg. Seine Mutter Barbara begleitete das junge Paar. Heinrich sicherte ihr in einer Urkunde vom 10. August 1532 zu, falls es ihr auf der Engelsburg nicht gefallen sollte, könne sie nach Neuhartenstein, Theusing oder anderswo gehen.
War Neuhartenstein 1532 noch eine eigene Herrschaft, so vereinigte Heinrich kurz nach seinem Umzug die beiden Herrschaften zur Herrschaft Engelsburg-Neuhartenstein, wie aus einem Zins- und Einkommensregister von 1537/38 hervorgeht.
Ob durch Brand zerstört, beim Tod Heinrich IV. 1554 war die Burg nicht mehr bewohnt. Bei der Erbteilung von 1563 zwischen Heinrich V. von Plauen, der die böhmischen Ländereien erhielt, und Heinrich VI. von Plauen wurde sie nicht erwähnt, wohl aber in einem Papier vom 22. April 1567. An diesem Tag musste Heinrich V. Prohor und Neuhartenstein an Heinrich Niklas von Lobkowitz und Hassenstein als Vertreter der Gerischen Landerben übergeben. Im 17. Jahrhundert gab es noch einen Versuch sie zu bewohnen. Anschließend verfiel sie ganz.
Die quadratische Burg erstreckte sich über den gesamten Gipfel. Die nördliche und südliche Seite wurde durch zwei Türme gesichert. Im Westen befand sich eine halbrunde Bastei. Im Süden befand sich neben der Bastei ein unterkellertes Gebäude. Die Wasserversorgung erfolgte über einen eigenen Brunnen.

Galerie
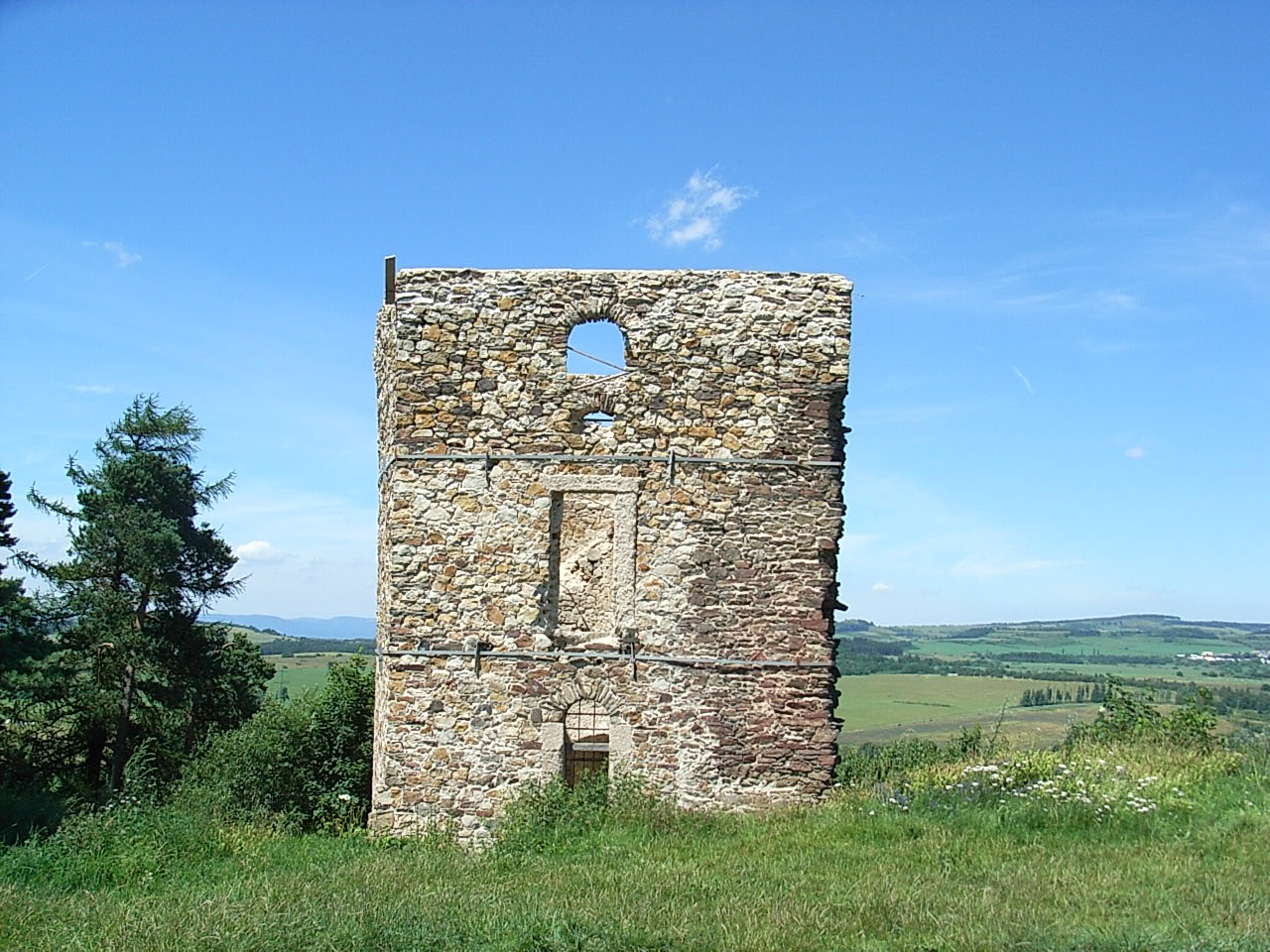
Reste der Burg
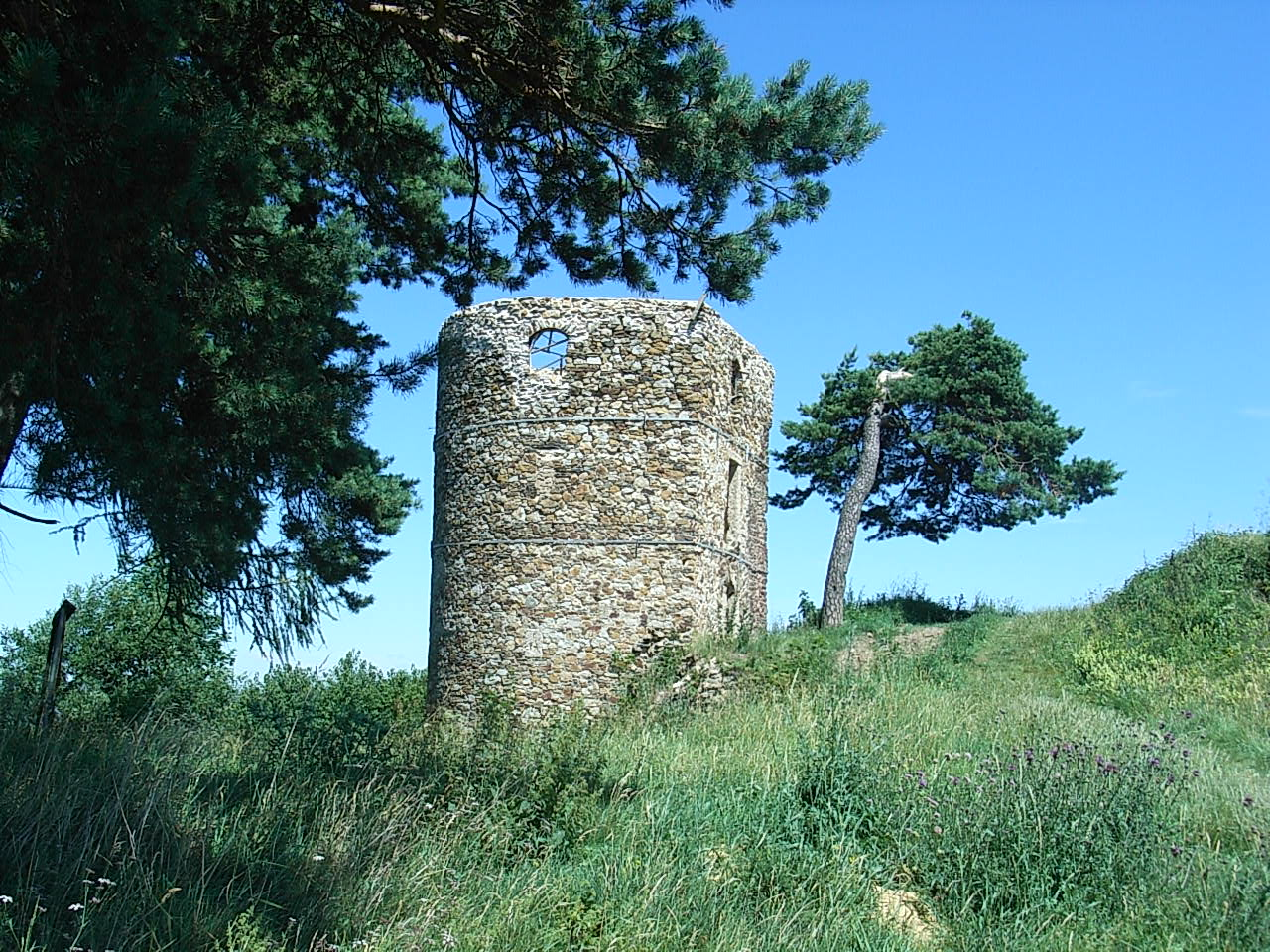
Bastion vor der Restaurierung
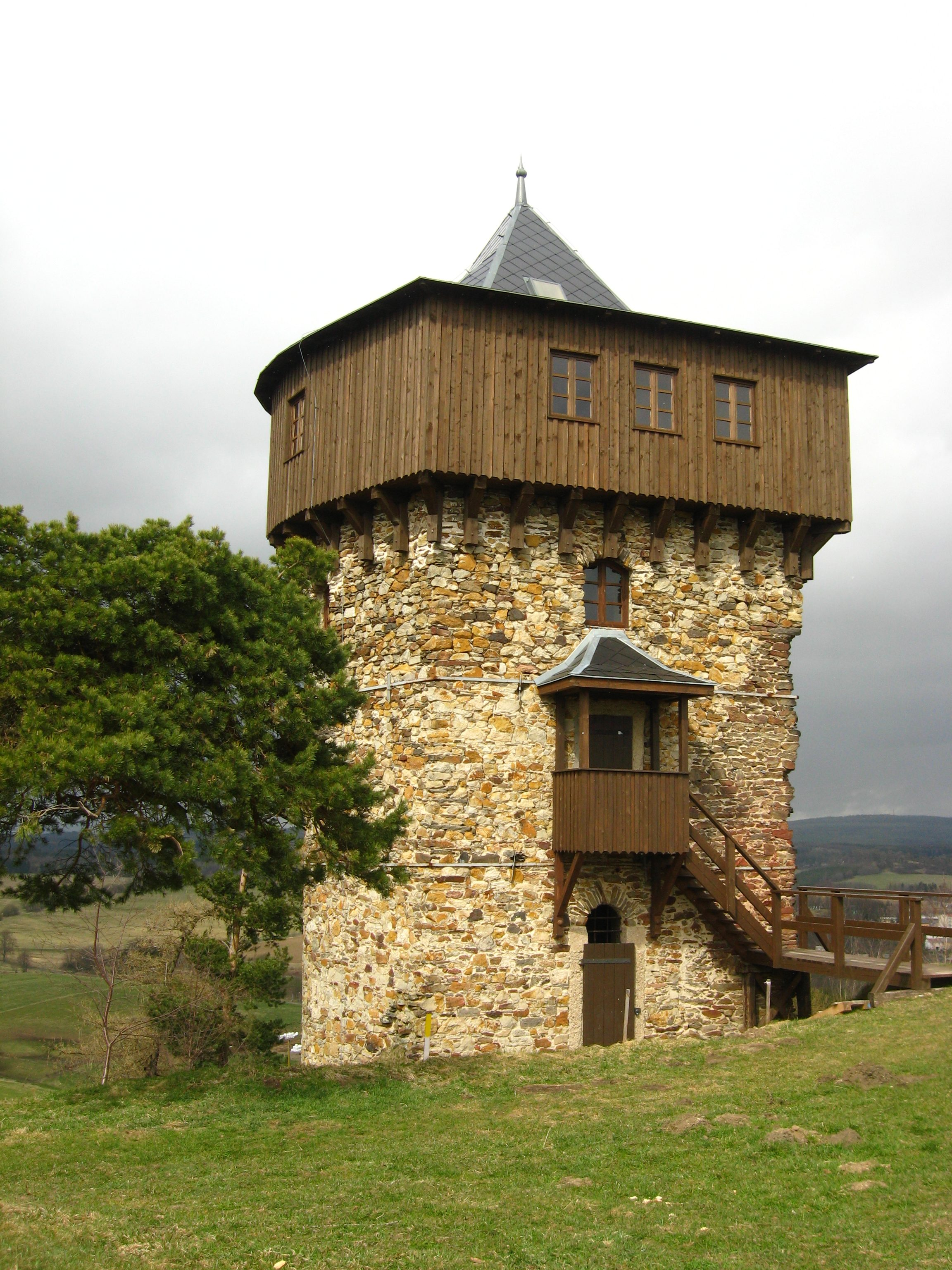
Bastion nach der Restaurierung